# Karolowe
Karolowe – polana w Gorcach znajdująca się na grzbiecie opadającym z Kiczory do Przełęczy Knurowskiej. Położona jest na wysokości około 840–860 m n.p.m. zaraz powyżej Przełęczy Knurowskiej.
Karolowe znajduje się w granicach wsi Knurów w województwie małopolskim, w powiecie nowotarskim, w gminie Nowy Targ. W 2004 r. na polanie Karolowe był dom i jeszcze uprawiane pola. W domu funkcjonowała prywatna stacja turystyczna z bufetem. W 2022 r. stacja ta rozbudowana została do dużego gospodarstwa agroturystycznego, wybudowano drugi dom, a pola uprawne zamienione zostały w łąki.
Skrajem polany Karolowe prowadzi Główny Szlak Beskidzki. Przy szlaku na skraju polany jest niewielka kapliczka z piaskowca, kryta gontami. W środku niej jest figurka Matki Boskiej Ludźmierskiej.

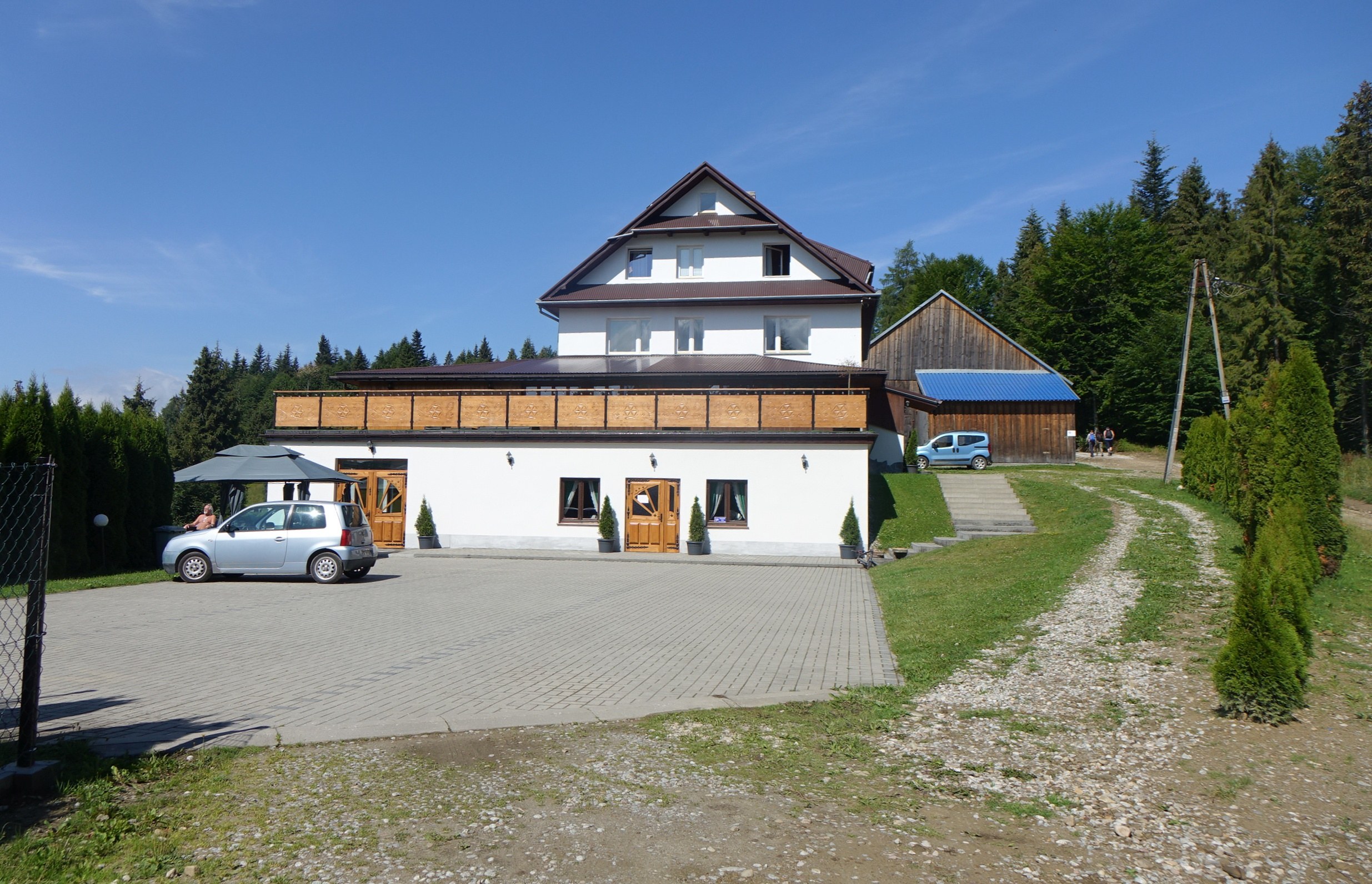
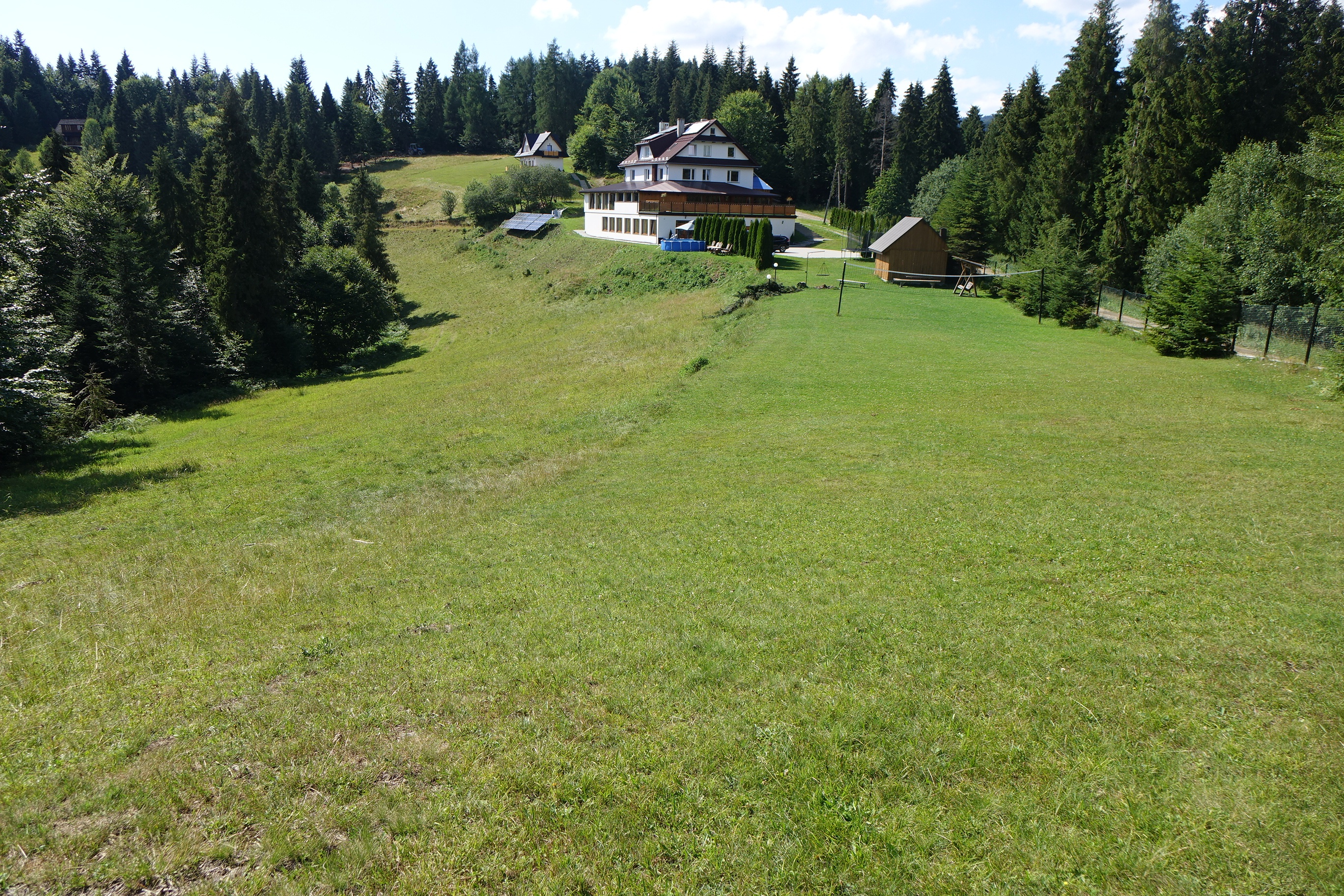
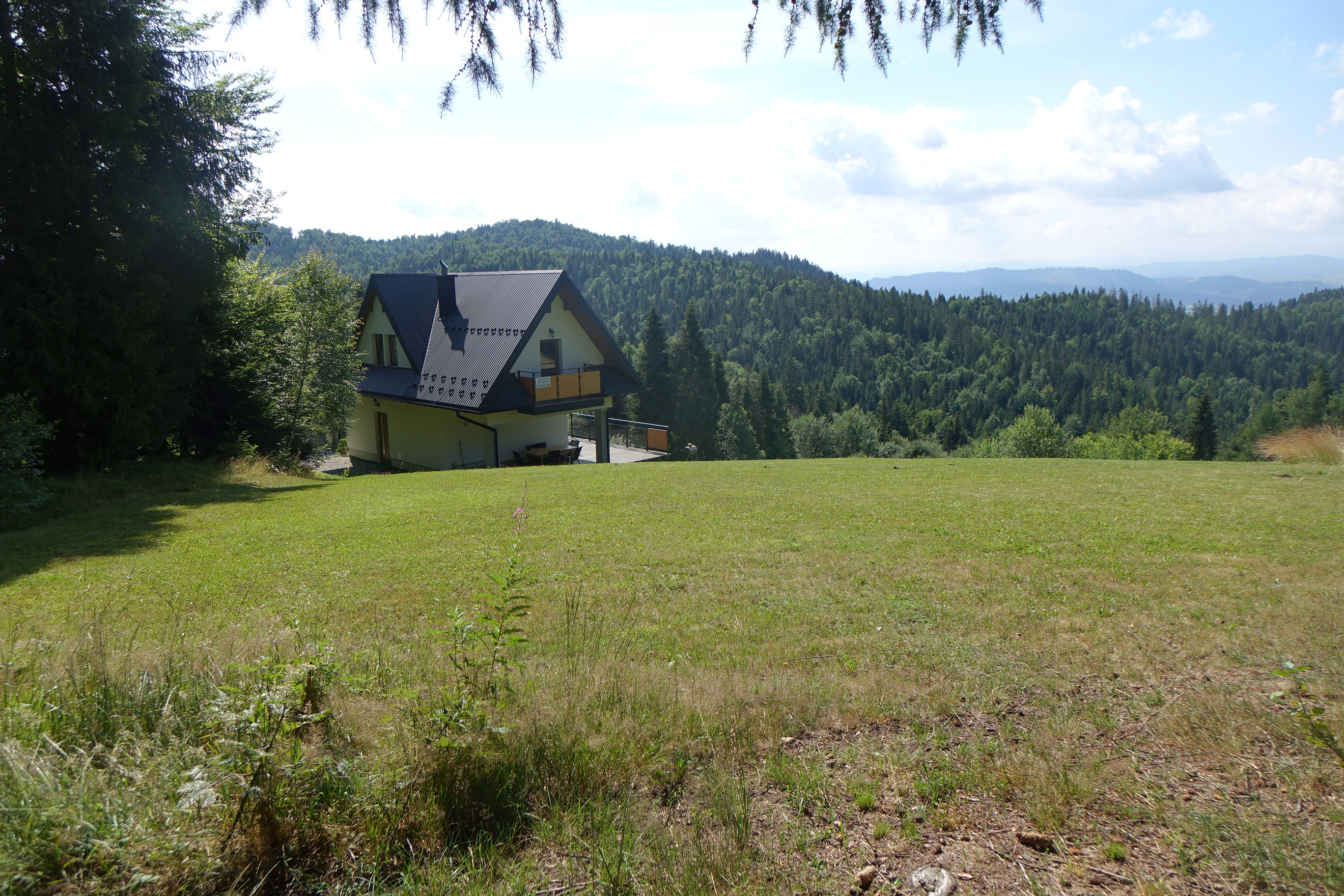

## Szlak turystyczny
Główny Szlak Beskidzki, odcinek: Knurowska Przełęcz – Karolowe – Czerteż – Stusy – Zielenica – Hala Nowa – Hala Młyńska – Kiczora – Trzy Kopce – Polana Gabrowska – Hala Długa – Turbacz. Odległość 8,5 km, suma podejść 610 m, suma zejść 140 m, czas przejścia 3 godz., z powrotem 2 godz. 5 min.